# Puente Marechal Hermes da Fonseca
El Puente Mariscal Hermes da Fonseca es uno de los principales puntos turísticos de la ciudad de Pirapora, Minas Gerais. Localizado sobre el río São Francisco, el puente Marechal Hermes fue preservado como patrimonio histórico de Pirapora en 1995.